# 真庭警察署
真庭警察署（まにわけいさつしょ）は、岡山県警察が管轄する警察署の一つである。岡山県の警察署で唯一山岳救助隊が設置されている。

## 所在地
- 岡山県真庭市江川821番地1

## 管轄区域
- 真庭市
- 真庭郡新庄村

## 沿革
- 1876年6月 湯本村（現・真庭市）に第5警察出張所第9巡査屯所、高田村（現・真庭市）に第5警察出張所第10巡査屯所を設置。
- 1876年9月 第5警察出張所第9巡査屯所を津山警察署湯本分署、第5警察出張所第10巡査屯所を津山警察署高田分署に改称。
- 1878年1月 久世警察署、下ノ町分署を設置。津山警察署湯本分署を久世警察署湯本分署に、津山警察署高田分署を久世警察署高田分署に改称。
- 1878年11月 湯本分署を久世警察署に統合。
- 1879年2月 久世警察署を津山警察署に統合し、久世分署を設置。久世警察署高田分署を津山警察署高田分署に改称。
- 1885年12月 久世分署を高田分署に統合。
- 1885年10月 津山警察署高田分署が独立し、高田警察署、久世分署を設置。
- 1889年7月 勝山警察署に改称。
- 1893年11月 勝山警察署久世分署が独立し、久世警察署を設置。
- 1896年4月 久世警察署を勝山警察署に統合。
- 1948年2月 真庭地区警察署、勝山町警察署、久世町警察署、落合町警察署に分離。
- 1951年10月 勝山町警察署、久世町警察署、落合町警察署を真庭地区警察署に統合。
- 1954年7月1日 勝山警察署に改称。
- 2005年3月31日 真庭警察署に改称。
- 2006年4月1日 高梁警察署から真庭市のうち北房地区が移管される。
- 2025年5月29日 北房交番が北房駐在所として移転し開所式が開かれる[1]。

## 交番
（ ）の中は所在地。
- 勝山駅前交番（真庭市勝山）
  - 真庭市のうち江川、岡、勝山、神庭、組、三田、柴原、菅谷、竹原、福谷、星山、本郷、真賀、正吉、見尾、山久世、横部
- 久世交番（真庭市久世）
  - 真庭市のうち樫西、樫東、草加部、久世、神、五反、惣、台金屋、多田、富尾、中島、中原、鍋屋、三阪、三崎、目木、余野上、余野下

## 駐在所
（ ）の中は所在地。
- 北房駐在所（真庭市下呰部）
  - 真庭市のうち阿口、上呰部、上中津井、上水田、五名、下呰部、下中津井、宮地、山田
- 月田駐在所（真庭市月田）
  - 真庭市のうち荒田、岩井畝、岩井谷、後谷、後谷畝、上、神代、古呂々尾中、下岩、清谷、高田山上、月田、月田本、野、曲り、若代、若代畝
- 湯原駐在所（真庭市湯原温泉）
  - 真庭市のうち粟谷、黒杭、下湯原、種、田羽根、豊栄（一部）、小童谷、藤森、三世七原、湯原温泉
- 禾津駐在所（真庭市禾津）
  - 真庭市のうち禾津、釘貫小川、都喜足、豊栄（一部）、仲間、久見、本庄、見明戸、社、
- 河内駐在所（真庭市上河内）
  - 真庭市のうち上河内、下河内、中河内
- 落合駅前駐在所（真庭市赤野）
  - 真庭市のうち赤野、大庭、開田、影、古見、杉山、高屋、田原、中、西原、野川、日名、平松、福田、 法界寺、向津矢（一部）
- 落合駐在所（真庭市落合垂水）
  - 真庭市のうち落合垂水、上市瀬、下市瀬、西河内、 向津矢（一部）
- 木山駐在所（真庭市下方）
  - 真庭市のうち鹿田、木山、下方、日野上
- 美川駐在所（真庭市栗原）
  - 真庭市のうち一色、栗原、佐引、関、別所
- 旦土駐在所（真庭市旦土）
  - 真庭市のうち上山、下見、田原山上、旦土、野原、舞高、吉
- 美甘駐在所（真庭市美甘）
  - 真庭市のうち鉄山、黒田、田口、延風、美甘
- 川上駐在所（真庭市蒜山上福田）
  - 真庭市のうち蒜山上徳山、蒜山上福田、蒜山下徳山、蒜山西茅部、蒜山東茅部、蒜山本茅部、蒜山湯船
- 八束駐在所（真庭市蒜山上長田）
  - 真庭市のうち蒜山上長田、蒜山下長田、蒜山下福田、蒜山下見、蒜山富掛田、蒜山富山根、蒜山中福田
- 中和駐在所（真庭市蒜山下和）
  - 真庭市のうち蒜山下和、蒜山初和、蒜山別所、蒜山真加子、蒜山吉田
- 新庄駐在所（真庭郡新庄村幸町）
  - 真庭郡新庄村一円